# Durchdiener
In der Schweizer Armee ist es seit 2001 möglich, den Wehrdienst als sogenannter Durchdiener (DD) zu leisten.
Dabei wird der Rest des Dienstes nach dem Grundkurs (Rekrutenschule) nicht in jährlichen, sogenannten Fortbildungen der Truppe (FDT) geleistet, sondern gleich im Anschluss an die Rekrutenschule (RS) der ganze zu leistende Dienst erfüllt. Danach bleibt man während zehn Jahren in der Reserve eingeteilt und muss keine FDT leisten.
Die Anzahl Durchdiener ist auf 15 Prozent eines Rekrutenjahrgangs beschränkt.
Durchdienerformationen werden meist als so genannte Bereitschaftskompanien (Ber Kp) geführt, da sie über mehrere Monate bestehen und während dieser Zeit immer zu möglichen Einsätzen bereit sind.

## Einsätze
Durchdiener leisten subsidiär Einsätze in Schutz-, Bewachungs- und Unterstützungsaufgaben und stehen den zivilen Behörden im Bedarfsfall innerhalb kurzer Zeit zur Verfügung. Durchdiener gibt es bei der Infanterie, Genie- und Rettungstruppen, der Logistiktruppe, Führungsunterstützungstruppen und der Schweizer Luftwaffe.

## Schiesspflicht
Die in der Reserve eingeteilten Durchdiener müssen jährlich das Obligatorische schiessen gehen und so ihre Schiesspflicht erfüllen.
Für Kader Durchdiener, welche das Sturmgewehr abgegeben haben und nur noch die Faustfeuerwaffe (Pistole) besitzen, entfällt gemäss Artikel 63 Militärgesetz die Schiesspflicht.

## Dauer
| Dienstgrad            | Anzahl Tage |
| --------------------- | ----------- |
| Soldat                | 300         |
| Unteroffizier         | 507         |
| Höherer Unteroffizier | 668         |
| Offizier              | 668         |